# Nogarole Rocca
Nogarole Rocca é uma comuna italiana da região do Vêneto, província de Verona, com cerca de 2.849 habitantes. Estende-se por uma área de 29,25 km², tendo uma densidade populacional de 98 hab/km². Faz fronteira com Mozzecane, Povegliano Veronese, Roverbella (MN), Trevenzuolo, Vigasio.

## Demografia
| Variação demográfica do município entre 1861 e 2011                               |
|                                                                                   |
| Fonte: Istituto Nazionale di Statistica (ISTAT) - Elaboração gráfica da Wikipedia |